# Romualdo Quiroga
Romualdo Quiroga (San Luis, 1926 – Buenos Aires, 8 de mayo de 1992) fue un actor argentino. Trabajó en cine y falleció como consecuencia de un ACV (accidente cerebrovascular) a los 65 años aproximadamente.

## Filmografía[3]
- 1956: Después del silencio.
- 1956: Enigma de mujer, como el amante de Ana.
- 1958: La morocha.
- 1959: La sangre y la semilla.
- 1959: Zafra.
- 1960: Plaza Huincul (Pozo Uno).
- 1963: Canuto Cañete, conscripto del siete (protagonizado por Carlitos Balá), como  sargento Gómez.
- 1963: La fusilación, como Carrizo.[4]
- 1963: El último montonero.
- 1964: Canuto Cañete y los 40 ladrones (protagonizado por Carlitos Balá), como cabezón Matozas.
- 1964: Un viaje al más allá.
- 1965: Ahorro y préstamo... para el amor.
- 1965: Canuto Cañete, detective privado (protagonizado por Carlitos Balá), como el pardo Araña.
- 1965: Los guerrilleros.
- 1968: Carne, como Humberto "el macho"
- 1970: Gitano, como don Pedro Mancini.
- 1971: Pájaro loco.
- 1971: Santos Vega.
- 1972: La colimba no es la guerra.
- 1977: El casamiento de Laucha.
- 1979: De cara al cielo.
- 1979: El Fausto criollo.
- 1979: El juicio de Dios (inconclusa).
- 1979: Millonarios a la fuerza.
- 1980: Comandos azules en acción.
- 1980: La noche viene movida.
- 1985: Prontuario de un argentino.
- 1986: Brigada explosiva.
- 1991: Un ladrón, un violador y dos mujeres.
- 1991: El caso Laura.
- 1992: Prisioneras del terror.

### Televisión[1]
- 1969: El hombre que volvió de la muerte (miniserie), como Jonathan Wufftensen.
- 1972: Malevo (telenovela protagonizada por Rodolfo Bebán y Gabriela Gili), como Manfredi.[5]
- 1974: Jacinta Pichimauida, la maestra que no se olvida (telenovela) como Romualdo Caballasca, mecánico, padre del alumno Palmiro.
- 1974-09-26: Chicho Ibáñez Serrador presenta a Narciso Ibáñez Menta, episodio «La pesadilla», como Seneger.[4]
- 1977: El cuarteador (serie), como Funes.
- 1981: El Rafa como Manopla.
- 1983: Señorita Maestra (serie) como Romualdo Caballasca, mecánico, padre del alumno Palmiro.
- 1985: Hiperhumor (programa humorístico).
- 1991-1992: La Estación de Landriscina (comedia). Al poco tiempo del inicio de la segunda temporada se produce su fallecimiento. De todos modos siguió apareciendo en unos pocos capítulos más que habían sido grabados previamente. Su personaje (el comisario) fue cubierto por otro actor, Guillermo Rico. En el programa no se hizo un homenaje a Quiroga, sino que se indicó que el comisario anterior había transferido a otro pueblo.

## Comentario acerca de Quiroga
Lo contó el fallecido Romualdo Quiroga, un excelente actor de carácter, un gigantón con cara de estibador y al que por eso siempre le daban papeles de malo. Estábamos con Andrés Redondo, Vicente La Russa, Jorge Barale, Romualdo y yo en el bar de al lado de Canal 9 haciendo un descanso en la grabación de Hiperhumor. Romualdo, de cara seria pero de humor brillante, nos contó un hecho que le había pasado viniendo para el canal. Subió al colectivo, pagó el boleto y cuando iba hacia el fondo una señora mayor lo reconoció. Emocionada por ese encuentro, le dijo: «¡Romualdo Quiroga, que honor tenerlo acá!». Y agregó: «Pero, no lo puedo creer... ¿usted, viajando en colectivo?». Romualdo, sin inmutarse, le respondió con voz suave y delicada: «Es que hoy cobré, señora».
Julio Parissi